# St. Barbara (Nowa Ruda)

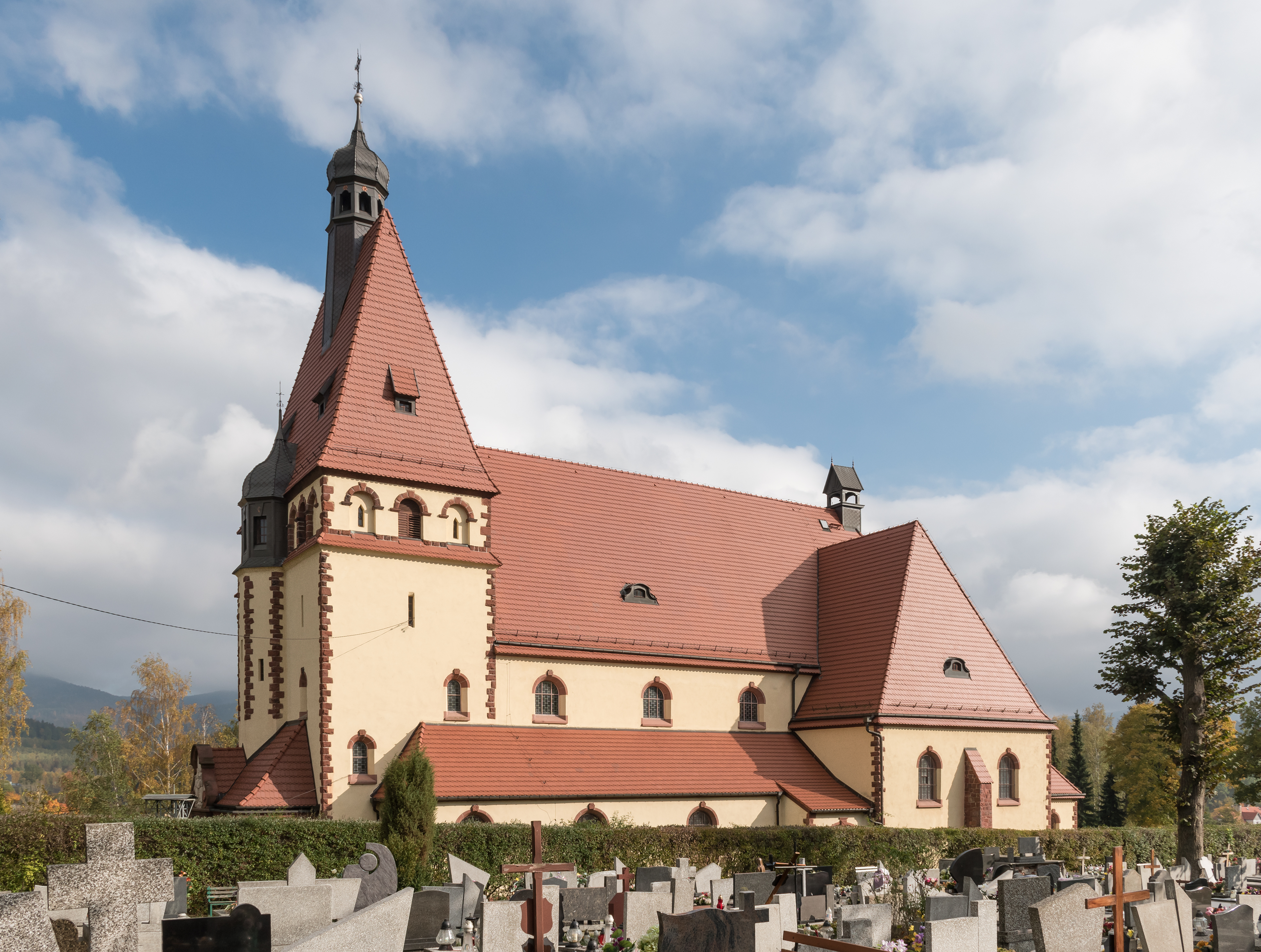
St. Barbara in Nowa Ruda

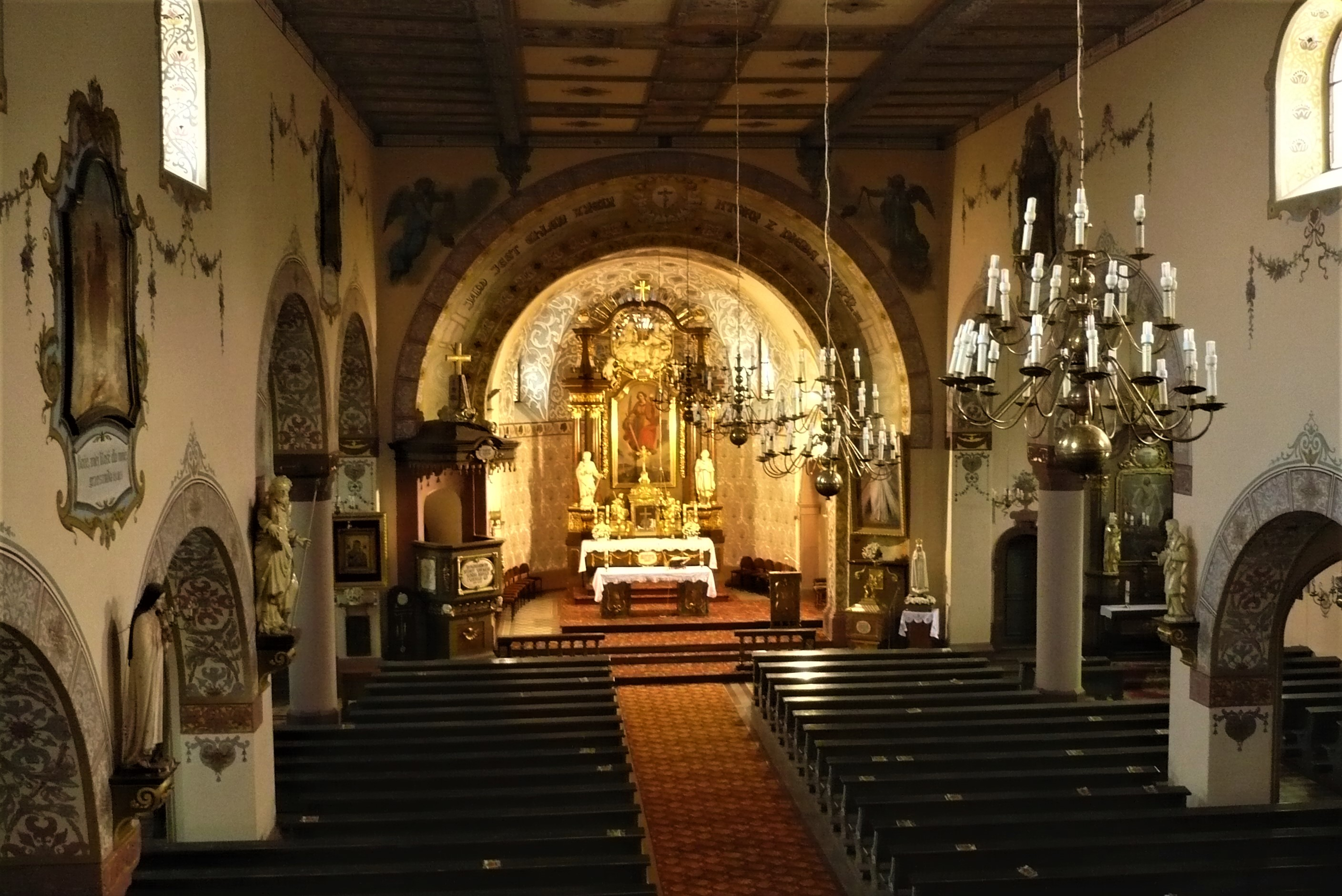
Innenansicht

St. Barbara (polnisch Kościół św. Barbary) ist die römisch-katholische Pfarrkirche in Drogosław (deutsch Kunzendorf), einem Stadtteil von Nowa Ruda (Neurode) im Powiat Kłodzki der Woiwodschaft Niederschlesien in Polen.
Die Kirche wurde als Kuratiekirche aufgrund starken Zuwachses der Bevölkerung zu Beginn des 20. Jahrhunderts von 1910 bis 1911 im neuromanischen Stil errichtet und am 12. September 1912 vom Prager Erzbischof Leo Skrbenský von Hříště geweiht. Der Entwurf stammte vom Architekten Ludwig Schneider, die Decken- und Wandgemälde schuf der Landecker Maler Leo Richter. Der Hochaltar im Stil des Barock zeigt das Bild der hl. Barbara, Patronin der Bergleute, über der Rubengrube. Diese Grube befand sich in Kohlendorf (Kolno), einem Ortsteil von Kunzendorf. Weiterhin befinden sich in der Kirche Statuen der Hll. Paulus und Isidor als Patrone der Weber und Bauern.